# 卡姆揚卡 (第聶伯羅區)
48°19′59″N 35°5′0″E / 48.33306°N 35.08333°E
卡姆揚卡（烏克蘭語：Кам'янка），或以俄語譯為卡緬卡 (俄语：Камeнка)，是位於烏克蘭中部的村莊，由第聶伯羅彼得羅夫斯克州裡第聶伯羅區的新亞歷山德里夫卡市鎮負責管轄。該村處於莫克拉蘇拉河左岸，分別距離德尼普羅韋1.5公里和新亞歷山德里夫卡3.5公里，海拔高度58米，2001年人口92。